# Pompier

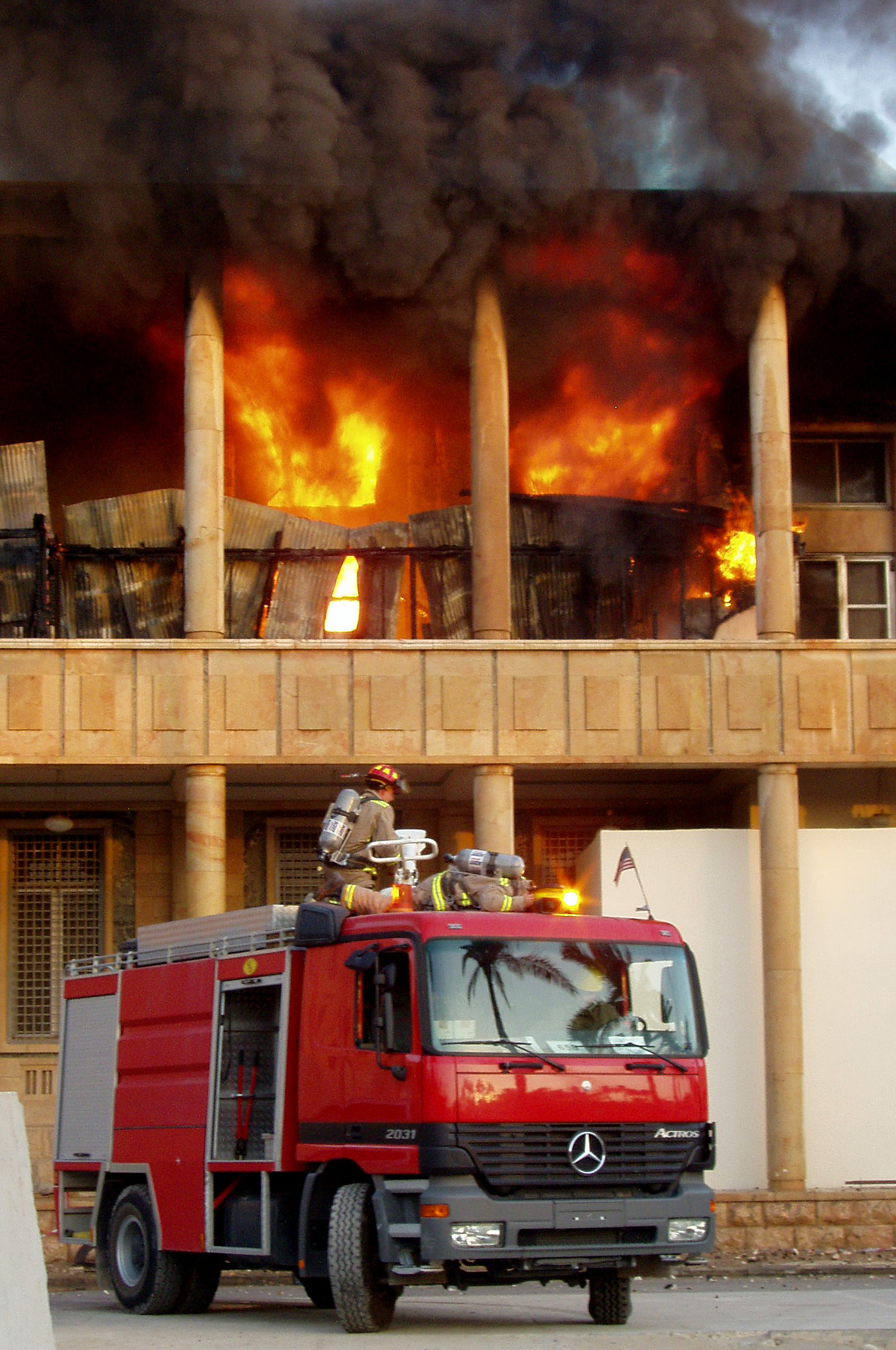
Pompieri în acţiune (ambasada S.U.A. din Bagdad)

Un pompier face parte dintr-un corp special organizat, militar sau civil, instruit să intervină în caz de incendiu cu utilaje și autospeciale de intervenție pentru stingerea acestuia. Pompierii intervin pentru a da ajutor în caz de urgență: incendii, accidente, inundații, cutremur sau alte situații de urgență, având ca atribuții evitarea sau reducerea efectului negativ asupra persoanelor, animalelor și bunurilor, precum și organizarea acțiunilor de salvare a acestora. Misiunea lor principală este de a proteja oamenii, bunurile și mediul.
Pompierul este o profesie, el intervine pe linie de protecție civilă. Serviciile sau organismele de pompieri cărora le aparțin au denumiri diferite în funcție de țară: zone de urgență (ZS) în Belgia, Serviciul Departamental de Pompieri și Salvare (SDIS) din Franța, Corpul Grand-Ducal de Pompieri și Salvare (CGDIS) din Luxemburg, Pompieri și Serviciul de salvare (SIS) în Elveția etc. dar numele cel mai comun și relativ nume rămâne „pompier”.
Pompierii lucrează îndeaproape cu alte agenții(servicii publice) de intervenție de urgență, cum ar fi poliția și serviciul medical de urgență. Rolul unui pompier se poate suprapune cu ambele. Pompierii care cercetează cauzele de incendiu au diferite nume în funcție de țară (anchetatori, investigatori), comisari de incendiu în Statele Unite și Canada (inspectori de prevenire a incendiilor). Dacă incendiul a fost cauzat de incendiu sau neglijență, munca lor se va suprapune cu forțele de ordine. 
Pompierii oferă servicii medicale de urgență sunt numiți paramedici.Aceștia pot fi cu normă întreagă la companiile(subunitățile) de intervenție și salvare calificată în acordarea  primului ajutor, constând în stabilizarea vieții și transportul victimelor către spitale. Paramedicii sunt acei pompieri care au dobândit acele competențe în urma unor cursuri speciale de formare și stagii teoretice și practice în cadrul unor centre de formare într-un cadru instituționalizat.

## Istoric
Antichitate
În Egiptul antic, pentru stingerea incendiilor, se utilizau pompe manuale.
În Roma antică, în numeroase orașe (care aveau străzile înguste și deci pericol ridicat de propagare rapidă a incendiilor), existau unități de pompieri – vigiles urbani, care nu erau dotate numai cu pompe și găleți, ci și cu catapulte pentru distrugerea zidurilor în cazul când acestea limitau accesul spre focarul incendiului. Încă din anul 21 î.Hr. este atestată existența unei formații de luptă cu focul formată din 600 de sclavi.
Roma a suferit numeroase incendii, dar cel mai celebru este cel din 19 iulie 64 d.Hr. care a început în zona Circus Maximus și a distrus două treimi din marea metropolă. Împăratul Nero a fost acuzat de producerea acestui dezastru, dar acesta a denunțat ca vinovată o comunitate ce se stabilise în regiune, cea a creștinilor.
Evul Mediu
Cetățile și orașele medievale erau prevăzute cu turnuri de supraveghere și aceasta nu numai în scopuri defensive, ci și pentru observarea potențialelor incendii.
Londra a fost atinsă de o serie de incendii, dintre care cele mai devastatoare au fost cele din anii 798, 982, 989 și mai ales cel din 1666, supranumit și Marele incendiu al Londrei, în urma căruia mai multe mii de locuitori au rămas fără locuință.
Revoluția industrială
Primele furtunuri pentru pompieri au fost puse la punct de inventatorul olandez Jan Van der Heiden în 1672. Mărimea acestora și modul de racordare sunt valabile și pentru standardele actuale.
În ianuarie 1608, orașul american Jamestown (Virginia) a fost complet distrus de un incendiu.
În 1648, în New York este înființată o unitate de "supraveghetori de incendii". Aceștia patrulau prin oraș verificând hornurile clădirilor.
Incendiile care au survenit în Boston în anii 1653 și 1676 au obligat autoritățile să ia măsuri ferme de prevenire a incendiilor.

Pompă de stingere a incendiilor acţionată manual (tulumbă), expusă în parcul din Geoagiu-Băi

Pompa manuală pentru stingerea incendiilor a fost realizată în 1725 de londonezul Richard Newsham. Astfel de pompe erau aduse la locul incendiului prin atelaje trase de cai. Mai multe persoane acționau brațelei pompei care putea furniza peste 10 litri de apă pe secundă, la o înălțime de câțiva zeci de metri.
În 1736, Benjamin Franklin înființează la Philadelphia compania Union Fire Company, formată din voluntari. Primii pompieri salariați apar pe teritoriul american abia pe la jumătatea secolului al XIX-lea.
Pauline von Schwarzenberg, mama premierului austriac Felix zu Schwarzenberg, își pierde viața într-un incendiu survenit la ambasada Austriei din Paris. Acest eveniment tragic îl determină pe Napoleon să pună bazele instituției pompierilor profesioniști în Franța, înființând, la 18 septembrie 1811, un detașament de pompieri, numiți "sapeurs-pompiers".
În Regatul Unit, prima organizație de profil s-a creat în Edinburgh în 1824, urmând ca 8 ani mai târziu o astfel de unitate să apară și în Londra.
Epoca modernă
Primul camion destinat luptei împotriva focului a fost realizat în 1829, dar a fost omologat abia în 1860.
Era prevăzut cu motor cu abur și era tras de cai.
Pompele cu motoare cu arfere internă au apărut în 1907 în Statele Unite, urmând ca prin 1925 motoarele cu abur să dispară complet din înzestrarea trupelor de pompieri.
Astăzi în lupta împotriva incendiilor participă atât pompierii voluntari, voluntarii (mai ales în zonele rurale), cât și profesioniști (aceștia predomină în orașe).

## Activități principale
Principalele activități ale pompierilor diferă de la o țară la alta.
Pompierii desfășoară diferite tipuri de activități (misiuni), dar cele mai complexe dintre acestea rămân cele legate de lupta contra incendiilor.
Stingerea incendiilor
.

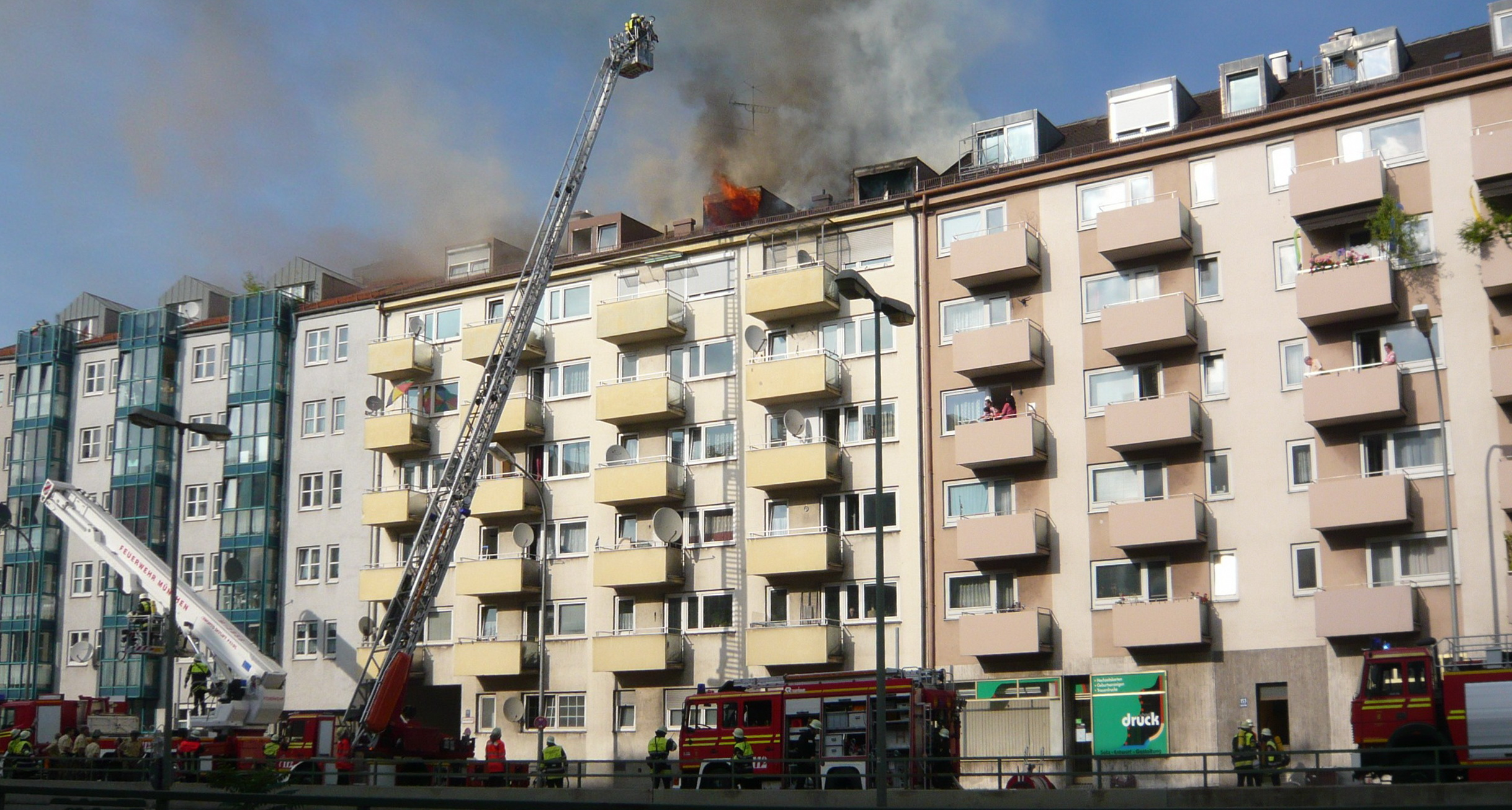
Stingera incendiului de către pompierii din München produs la un bloc de locuițe cu ajutorul unei autoscări mecanice

Stingerea incendiilor se face cel mai des cu apă, deși în unele incendii se folosește spuma sau pulberile. Pompierii sunt echipați cu o mare varietate de echipamente iar în acest scop sânt ajutați de tehnica de intervenție (autoscară mecanică  destinat stingerii incendiilor și salvării persoanelor de la înălțimi, autospeciala pentru intervenții la incendii, stingătoare, vehicule pentru intervenție la descarcerare(sunt autovehicule destinate intervențiilor în caz de accidente sau alte situații de urgență), motopompă utilizată la stins incendii, inundații, etc.
Prevenirea incendiilor
Departamentele de pompieri din SUA oferă frecvent sfaturi publicului cu privire la modul de prevenire a incendiilor în mediile de acasă și la locul de muncă. Inspectorii sau agenții de prevenire a incendiilor vor inspecta direct întreprinderile pentru a se asigura că se respectă regulile privind apărarea împotriva incendiilor pentru clădiri, care sunt aplicate astfel încât o clădire să poată rezista în mod suficient răspândirii incendiului, să identifice potențialele pericole și să se asigure că angajații pot fi evacuați în condiții de siguranță, proporționale cu riscurile implicate.
Instalațiile automate de stingere a incendiilor tip sprinkler s-a dovedit că sunt utile la stingerea incendiilor nedorite. Mulți oficiali de incendiu recomandă ca fiecare clădire, inclusiv locuințele, să aibă instalații de stingerea a incendiilor tip sprinkler. Sprinklerele care funcționează corect într-o instituție sau locuință reduc considerabil riscul de deces din cauza  unui incendiu. Pentru o reședință cu camerele tipice mici, unul sau două sprinklere pot acoperi majoritatea camerelor. În Statele Unite, grupurile de comerț din industria locuințelor au făcut lobby la nivel de stat pentru a preveni cerința pentru sprinklerele de incendiu în casele cu 1 și 2 dormitoare deoarece acestea sunt de lemn.
Salvare
Pompierii salvează oamenii și animalele în situații deosebite ei intervin la accidente de circulație, (vehiculele prăbușite) în aceste situații pompierii sunt implicați în salvarea persoanei încarcerate, ei intervin rapid cu un echipaj pentru a asigurarea primului ajutor medical calificat în caz de urgență, prăbușiri a unor construcții, alunecări de teren, urgențe în peșteri și tuneluri, salvarea persoanelor de la înec, persoane electrocutate, accidente industriale, etc.
Servicii medicale de urgență
Pompierii oferă un anumit tip de îngrijire medicală de urgență. În unele țări (SUA), primul ajutor este singura pregătire medicală pe care o au pompierii, iar apelurile destinate medicului sunt exclusiv în responsabilitatea exclusivă a unei agenții separate de servicii medicale de urgență (EMS). În altă țări, este obișnuit ca medicii să răspundă la apelurile destinate numai pompierilor. În ultima perioadă cererea este tot mai mare pentru medicină de urgență având în vedere faptul că apelurile pentru incendii sunt în scădere.
În România pompierii sunt pregătiți în școală și în centrele de formare specializate aflate în structura I.G.S.U. autorizate conform legii pentru executarea misiunilor privind descarcerarea și acordarea primului ajutor calificat.O parte dintre ei sunt încadrați pe ambulanțele de pompieri SMURD din dotarea subunităților, fiind încadrați ca paramedici în cadrul echipajului de prim ajutor și intervin cu tehnica din dotare pentru salvarea persoanelor în cazul accidentelor rutiere.

### Roluri specializate
Salvarea aeronavelor și stingerea incendiilor
În Aeroporturi sunt pompieri angajați(serviciu privat de pompieri), specialiști pentru a face față potențialelor urgențe terestre. Datorită potențialului de urgență în masă al unei urgențe aviatice, viteza cu care echipamentul și personalul de intervenție în caz de urgență ajung la locul urgenței este de o importanță deosebită. Când se confruntă cu o astfel de situație de urgență, pompierii aeroportului au sarcina de a asigura rapid aeronava, echipajul și pasagerii săi de toate pericolele, în special de incendiu. Pompierii de la aeroport au pregătit în mod avansat aplicarea spumelor de stingere a incendiilor și a altor substanțe pentru stingerea combustibilului pentru aeronavă.
Materiale periculoase
Departamentele de pompieri(agenția principală) care răspunde la o situație de urgență care implică materiale periculoase. Pompierii sunt specializați, cunoscuți ca tehnicieni cu materiale periculoase, au pregătire și certificare în identificarea substanțelor chimice, controlul scurgerilor, decontaminare și proceduri de curățare.
România - atribuții inspectorat (pompieri profesioniști)

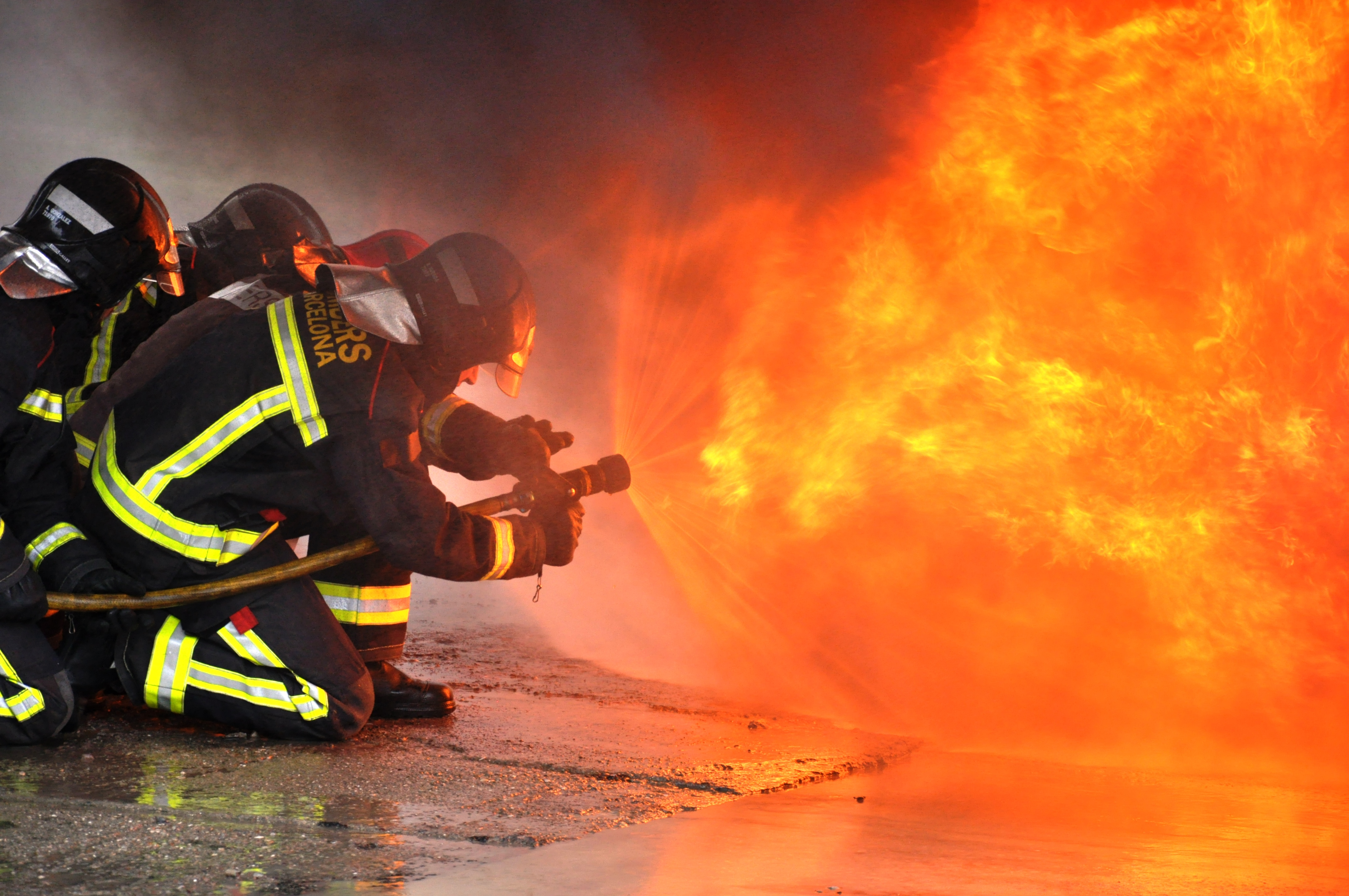
Practici de stingere a incendiilor a pompierilor din Barcelona

- prevenirea și intervenții în situațiilor de urgență (incendii, inundații, cutremur, alunecări de teren, etc.);
- activități de informare preventivă  pentru cunoașterea de către cetățeni a tipurilor de risc specifice zonei de competență;
- inspecții, controale, verificări privind modul de aplicare a prevederilor legale și măsuri necesare pentru creșterea nivelului de securitate al cetățenilor și bunurilor ;
- primul-ajutor, acordarea de asistență medicală de urgență;
- programe pentru pregătirea autorităților, serviciilor de urgență voluntare și private, precum și a populației;
- activități de înștiințare, avertizare, alarmare, alertare, evacuare despre posibilitatea/iminența producerii situațiilor de urgență, adăpostire, căutare, salvare, descarcerare, deblocare, prim ajutor sau asistență medicală de urgență accident rutier prim module (SMURD), asanare de muniție neexplodată;

.

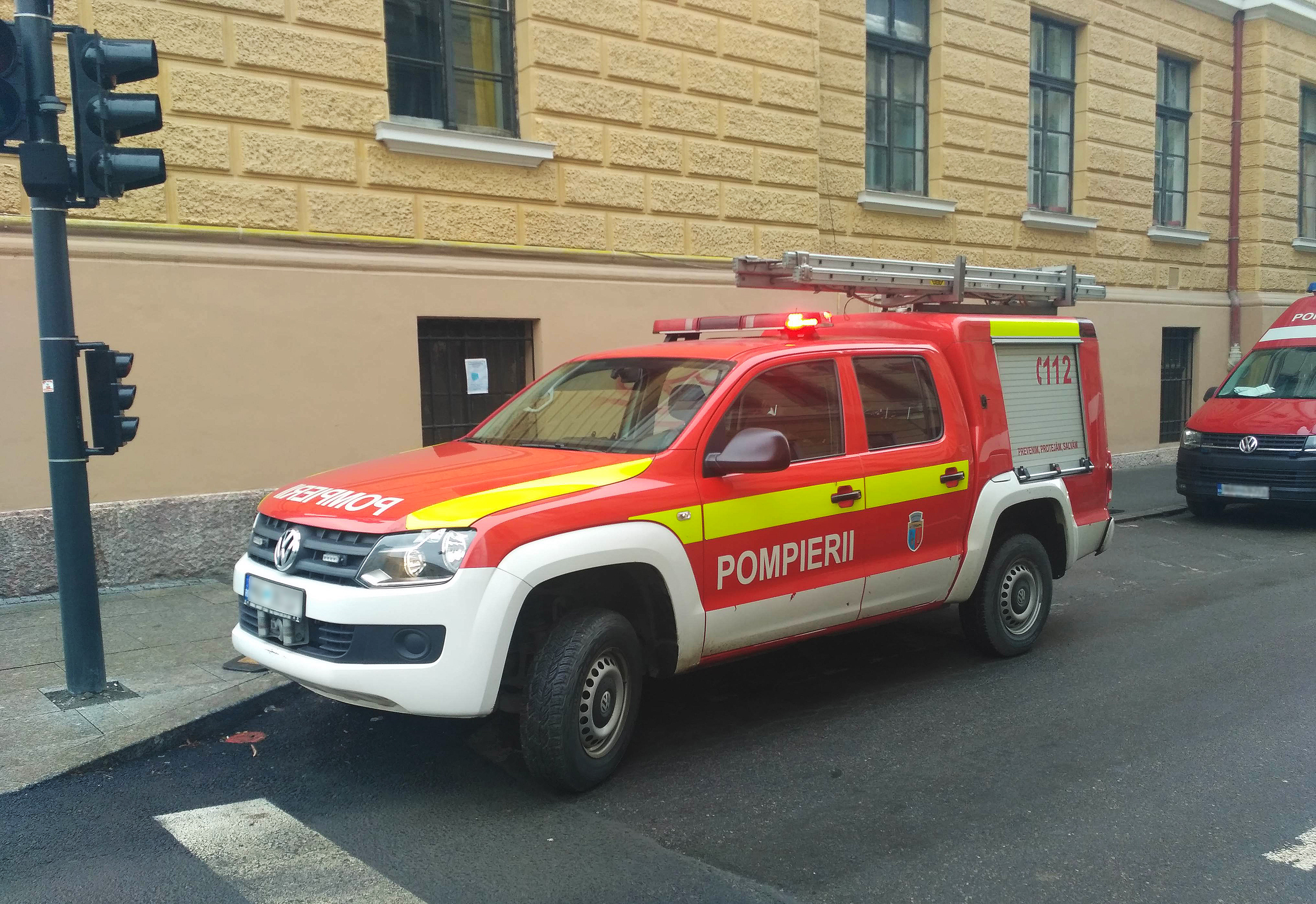
Autospeciala pentru prima interventie si comanda Detașamentul de Pompieri Cluj-Napoca

- stingere incendiilor cu forțe proprii sau în cooperare,
- controlează și îndrumă structurile subordonate, serviciile publice și private de urgență;
- organizează concursuri profesionale cu serviciile voluntare și private, precum și acțiuni educative cu cercurile tehnico-aplicative din școli Prietenii pompierilor;
- pentru îndeplinirea atribuțiilor specifice, colaborează cu autoritățile administrației publice locale,  cu celelalte structuri deconcentrate, filiale, ONG-uri, Crucea Roșie, mass-media, precum și cu alte asociații, fundații și organizații neguvernamentale care activează în domeniul specific pentru a intervenii în caz de incendiu[12]

## Organizare
Activitatea de stingere a incendiilor este încadrată serviciilor publice civile, iar organizarea acesteia diferă de la o țară la alta. În cele mai multe țări denumirea este de „pompieri”, la plural: Departamentul de Pompieri și Serviciul de salvare (SDIS) din Franța, Serviciul de Pompieri din Luxemburg (SRI), etc..
Serviciile profesioniste de pompieri sunt disponibile 24 de ore din 24 și 7 zile din 7. Personalul și tehnica de intervenție sunt organizate sub forma unor subunități cu baze în stații de pompieri. Pompierii în funcție de statutul acestora sunt organizați diferit, iar încadrarea acestora diferă de la o țară la alta: pompieri profesioniști (salariați civili sau militari), pompieri voluntari.
În România
În România pompierii sunt instruiți să intervină pentru stingerea incendiilor și alte situații de urgență.Ei sunt constituiți în servicii profesioniste, precum și  servicii voluntare sau private. Serviciile de urgență sunt publice ori private pentru situații de urgență. Pompierii profesioniști sunt o structură specializată în cadrul Inspectoratul General pentru Situații de Urgență (I.G.S.U.)  la nivel național, subordonată Ministerului Administrației și Internelor, fiind creată prin fuzionarea Comandamentului Protecției Civile cu Inspectoratul General al Corpului Pompierilor Militari., la nivel județean funcționează Inspectoratul județean pentru situații de urgență (I.S.U.) .

## Sănătate și securitate în muncă (S.S.M.)

### Echipament individual de protecție

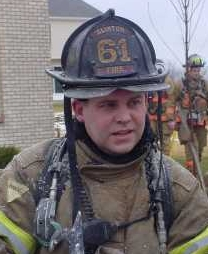
Casca protejează atât împotriva obiectelor ce pot cădea de la înălţime, cât şi împotriva temperaturilor ridicate

Datorită riscurilor specifice activității este  necesar utilizarea unui echipament individual de protecție. Din categoria acestui tip de echipament, cel dedicat pompierilor este constituit din următoarele mijloace: cască de pompier, costum de protecție contra apei, costum de protecție anticaloric, masca contra fumului și gazelor, aparatul izolant cu oxigen, aparatul de respirat cu aer comprimat, trusa cu butelii și cartușe filtrante, aparatul pentru cercetare chimică, trusa electrică, cizmele de cauciuc electroizolante, cizmele de protecție cu tălpi neperforabile, mănușile de cauciuc și ochelarii pentru sudură .
Un echipament des utilizat este costumul de protecție de tip NOMEX  din material ignifug, care este  folosit în activitatea de stingere a incendiilor. Ținutele moderne sunt formate din îmbrăcăminte de  corp (bluză și pantaloni) ignifuge și un sacou de protecție textil prevăzut cu benzi reflectorizante.
Acest echipament de protecție protejează purtătorul de următoarele pericole:
- riscul chimic: împiedică pătrunderea lichidelor și substanțelor potențial periculoase, rezistă la agenți agresivi majori (cum ar fi acidul clorhidric sau sodă caustică)
- riscul de accident vascular cerebral în contextul temperaturii ridicate și deshidratatării: îndepărtează căldura și împiedică transpirația  generată cu forța
- lipsa de vizibilitate în perioadele de noapte: hainele sunt prevăzute cu culori luminoase și benzi retro-reflectorizante.
- casca protejează capul de șocuri. Cizmele sau bocancii mențin glezna fixă pentru a fi evitate entorsele. Acestea de la caz la caz au tălpi anti-alunecare, anti-acizi și anti-perforare și sunt din material rezistent la strivire.
- aparat de respirat izolează respirația de noxe.

Pentru intervenții speciale personalul specializat folosește echipament individual de protecție  specific activității.

### Riscuri ce pot apare care să afecteze sănătatea
Riscuri directe - incendii
Pompierii pentru aș putea proteja sănătatea împotriva inhalării fumului la stingerea incendiilor, poartă în permanență echipament de protecție adecvat. Aparatul de respirat cu aer comprimat prin intermediul măștii are scopul, de a oferi pompierului o protecție sporită a căilor respiratorii în zone toxice, cu fum sau conținut redus de oxigen.
Riscuri pe termen lung - boli profesionale
Boli cardiovasculare
În Statele Unite, cea mai frecventă cauză a deceselor pentru pompieri este boala cardiacă. Pe lângă factorii personali care pot predispune o persoană la boli coronariene sau alte boli cardiovasculare, expunerile profesionale pot crește semnificativ riscul înbolnăvirii unui pompier. Din punct de vedere istoric, serviciul de pompieri a dat vina pe starea fizică deficitară a pompierilor pentru că este principala cauză a deceselor legate de boli cardiovasculare. Cu toate acestea, în ultimii 20 de ani, studii și cercetări au indicat că gazele toxice pun personalul serviciilor de pompieri la un risc semnificativ mai mare de afecțiuni cardiovasculare și deces. De exemplu, monoxidul de carbon, prezent în aproape toate mediile de incendiu și acidul cianhidric (compus chimic cu formula HCN.), formată în timpul arderii hârtiei, bumbacului, materialelor plastice și a altor substanțe care conțin carbon și azot. Substanțele din interiorul materialelor se schimbă în timpul arderii produsele lor interferează cu transportul oxigenului în organism. Hipoxia poate duce apoi la leziuni cardiace. În plus, expunerea cronică la particule din fum este asociată cu ateroscleroza. Expunerile la zgomot pot contribui la hipertensiune și eventual, la boli ischemice ale inimii. Alți factori asociați cu stingerea incendiilor, cum ar fi stresul, schimbările de temperatură și efortul fizic accentuat, cresc de asemenea riscul de boli cardiovasculare.
În timpul activităților de stingere a incendiilor, un pompier poate atinge ritmul cardiac maxim sau aproape de vârf, care poate afecta sănătatea acestuia si pot apare evenimente nedorite în sistemul cardiac. De exemplu, frecvența cardiacă implică inima sau vasele sangvine: (arterele și venele) care provoacă infarct miocardic, cunoscut și sub numele de atac de cord. Acest lucru, împreună cu obiceiurile nesănătoase și lipsa exercițiilor fizice, pot fi foarte periculoase pentru sănătate a pompierilor.
Cancer
Traumă și tulburări de stres posttraumatic
Hipoacuzie profesională(pierderea auzului), etc.

## Comunicarea și structura de comandă
Primirea rapidă și precisă a alarmelor sau apelurilor de incendiu sunt factori semnificativi în rezultatul cu succes al oricărui eveniment. Comunicațiile pentru pompieri joacă un rol hotărâtor în succesul activității. Comunicările pompierilor includ metodele prin care se poate notifica centrul de comunicații cu privire la o situație de urgență, metodele prin care centrul poate notifica(anunța) forțele adecvate de stingere a incendiilor și metodele prin care informațiile sunt schimbate la fața locului. Metode de comunicare: megafon, stații de emisie recepție pe diferite frecvențe , telefonul, etc.
În timp ce unele departamente de pompieri sunt suficient de mari pentru a-și utiliza propriul dispecerat de telecomunicații, majoritatea zonelor rurale și mici se bazează pe un dispecerat central pentru a furniza servicii de pompieri, salvare și poliție.

## Filmografie
- Statele Unite:
  - 1916: Charlot pompier (The Fireman), cu Charlie Chaplin
  - 1991: Backdraft, cu Ron Howard
  - New York 911, serial
  - Rescue Me, serial
  - 2002: Superfire
  - 2004 : Ladder 49 de Jay Russell cu Joaquin Phoenix și John Travolta
- Franța:
  - Alerte rouge
  - 2006: SOS 18, serial
  - 2005: Premier secours
  - 2005: Brasier
  - 2006: Dans un camion rouge
- Regatul Unit:
  - 1988 - 2002: London's Burning, serial
- România:
  - 1978: Cuibul salamandrelor